# 三甲基烯丙基硅烷
三甲基烯丙基硅烷是一种有机硅化合物，化学式为(CH3)3SiCH2CH=CH2。它是难溶于水的无色液体，它在有机合成中可用于酰氯、醛、酮、亚铵盐和烯酮的烯丙基引入，以及与其它碳亲电体的交叉偶联中。它也可用于细见-樱井反应。

## 合成
三甲基烯丙基硅烷可由烯丙基氯和三甲基氯硅烷在萘钠-四氢呋喃体系中反应得到，反应结束后会由萘钠的绿色变为烯丙基钠的紫色。烯丙基溴和三甲基氯硅烷在二甲基甲酰胺中和金属铟反应，也能得到该产物。

## 性质
三甲基烯丙基硅烷和α,α,α-三氟甲苯的衍生物在五氯化铌催化下于室温反应，可以得到相应的α,α,α-三烯丙基甲苯。
它和苄醇、苄溴或苄氯在三氯化铁催化下反应，其羟基或卤原子可以被烯丙基取代，如它和二苯甲醇反应，可以得到烯丙基二苯甲烷。在四氯化钛存在下，它和酮发生樱井反应，得到烯丙基甲醇。
其它路易斯酸如[Co(TPP)]SbF6、InCl3-(CH3)3SiCl等也能催化这一反应。